# Stadt Constanz (Schiff, 1840)
Die Stadt Constanz war ein badischer Glattdeckdampfer, der als solcher nur 19 Jahre, von 1840 bis 1859, auf dem Bodensee verkehrte. Als antriebsloser Schleppkahn Meersburg  war er danach von 1866 bis 1928 weitere 62 Jahre im Dienst, bevor er motorisiert nach nochmals 57 Jahren als Kiesschiff Immenstaad 1985 abgebrochen wurde. Die Stadt Constanz ist mit insgesamt 145 Einsatzjahren das dienstälteste Bodenseeschiff.

## Stadt Constanz(1840–1859)
Die Stadt Constanz wurde von der privaten „Dampfschiffahrtsgesellschaft für den Bodensee und Rhein in Konstanz“ 1840 bei der Zürcher Werft Escher, Wyß & Cie. in Auftrag gegeben und noch im gleichen Jahr indienstgestellt. Sie war das erste Schiff mit dem Namen der alten Stadt, nach der nicht nur der Bodensee in vielen Sprachen benannt wurde, sondern auch Dampfschiffe, Motorschiffe und -boote, Autofähren, Arbeitsschiffe und ein Katamaran. Auffallend waren der Kamin hinter der Schiffsmitte und ein zweiter Gaffelmast, und vor allem ihre überdimensionierten Schaufelradkästen. Bei Starkwind verringerte sich deshalb ihre Seetüchtigkeit erheblich, und 1846 kam es zu einer Strandung. Selbst ein Umbau änderte daran wenig. Da auch der Brennholzverbrauch extrem hoch war, zog man sie 1858 aus dem Verkehr und verwendete die Dampfmaschine in der 1858 in Dienst gestellten Nachfolgerin Stadt Konstanz. Offiziell wurde die Stadt Constanz erst nach dem abgeschlossenen Umbau 1859 ausgemustert. Die Schale der Stadt Constanz wurde als gedecktes Güterschleppboot Meersburg weiterverwendet.

## Meersburg(1866–1928)

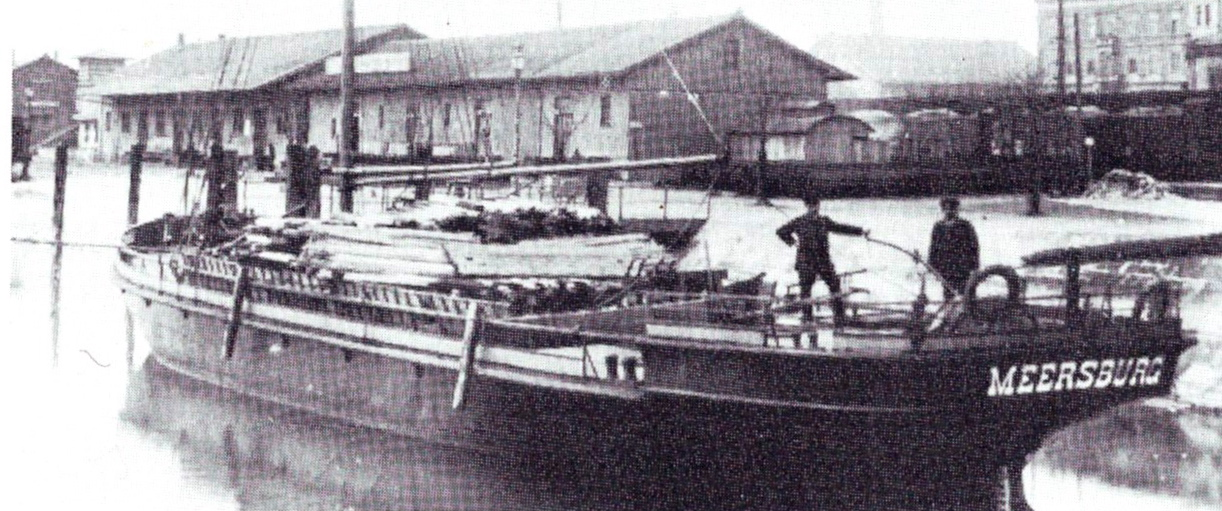
Das Güterschleppboot Meersburg war zuvor das Dampfschiff Stadt Constanz

Wie und von welchem Eigner das Schiff ohne Dampfmaschine, Schaufelräder und Aufbauten nach 1859 eingesetzt wurde, ist nicht bekannt, weil das Güterschleppboot Meersburg erst 1866 von den Großherzoglich Badischen Staatseisenbahnen in Dienst gestellt wurde. Die Breite verringerte sich auf 6,72 m, die Traglast betrug 225 t. Gewöhnlich wurde sie von Kursschiffen zu den Bestimmungshäfen geschleppt. Im Hafen musste gestakt werden. Bei gutem achterlichem Wind stand eine Takelage mit Gaffel- und Klüversegel zur Verfügung. Der Ausbau der Eisenbahn am Nordufer des Bodensees machte nach der Jahrhundertwende die meisten Güterschleppboote überflüssig. Einige wurden noch als Arbeitsschiff für verschiedene Zwecke weiterverwendet, wie die unter Denkmalschutz stehende Möve und die Meersburg.

## Immenstaad(1928–1985)

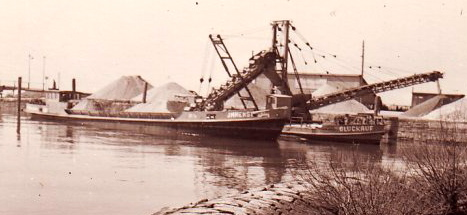
Das Kiesschiff Immenstaad, zuvor Meersburg, zuvor Stadt Constanz, mit Entladeschiff Glückauf in Immenstaad. (Bildquelle: M + M)

Die Deutsche Reichsbahn, seit 1920 die neue Eignerin, verkaufte 1928 das fast 90-jährige Güterschleppboot Meersburg an die Baggergesellschaft Meichle & Mohr in Immenstaad, dem neuen Heimathafen. Die Bodan-Werft in Kressbronn baute die alte Schale zum zeitgemäßen Kiesschiff Immenstaad um, das mit einem 90 PS starken Dieselmotor eine Geschwindigkeit von 14 km/h (7,6 kn) erreichte. Die Breite erhöhte sich leicht auf 7,20 m. Sie erhielt einen Löffelbug und ein Steuerhaus. Das Hauptdeck wurde für eine Beladung mit 160 t Kies oder  Sand wannenförmig vertieft. Der Rohstoff wurde im Uferbereich vor Flussmündungen mit drei eigenen Baggerschiffen gefördert, von den bis zu neun Kiesschiffen zur zentralen Brecher- und Sortieranlage an der Argenmündung befördert und  von dort wieder per Schiff als Handelsware zu Lagerplätzen in den Häfen mehrerer Bodenseeorte transportiert.
Wegen Förderbeschränkungen wurde Ende des 20. Jahrhunderts die Kiesschifffahrt auf dem Bodensee fast völlig eingestellt. Bis auf das Arbeitsschiff Ernst hat Meichle & Mohr alle Schiffe verkauft oder abgebrochen, 1985 auch die Immenstaad mit der Schale  der Stadt Constanz. Das Blech der  Bordwand war teils altersspröde, teils bei Landrevisionen bereits erneuert worden. Die Spanten waren alle noch im Originalzustand von 1840. Das Schiff war aber nicht nur das mit dem längsten Einsatz auf dem Bodensee, es wurde in diesen 145 Jahren auch mit allen Antriebsarten fortbewegt: Mit Staken und Segel, im Schlepp, mit Dampfmaschine und Dieselmotor – ganzjährig und in allen drei Versionen unter harten Arbeitsbedingungen.